# Торель, Кнут
Кнут Эмануэль Торель (швед. Knut Emanuel Torell; 1 мая 1885, Швеция — 24 декабря 1966, Эстерханинге, Стокгольм) — шведский гимнаст, чемпион летних Олимпийских игр 1912 в командном первенстве по шведской системе.